# Joe Dassin à New York
" Joe Dassin à New York " (франц. «Джо Дассен у Нью-Йорку») — перший успішний альбом (попердні два були провальними) французького співака Джо Дассена (1938 — 1980). " Joe Dassin à New York " був випущений у 1966 році і відразу ж став популярним, а пісня " Guantanamera " надовго стала візитною карткою Дассена.

## Композиції
| #   | Назва                      | Тривалість |
| --- | -------------------------- | ---------- |
| 1.  | «Excuse me, lady»          | 2:46       |
| 2.  | «Sometime lovin'»          | 2:42       |
| 3.  | «Guantanamera»             | 2:51       |
| 4.  | «Je change un peu de vent» | 2:19       |
| 5.  | «Celle que j'oublie»       | 2:30       |
| 6.  | «Comme la lune»            | 3:35       |
| 7.  | «Petite mama»              | 2:33       |
| 8.  | «Joli minou»               | 2:08       |
| 9.  | «Dans la brume du matin»   | 3:21       |
| 10. | «Vive moi»                 | 2:31       |
| 11. | «Katy cruel»               | 1:53       |
| 12. | «Ça m'avance à quoi?»      | 2:35       |

## Відеокліп
- Video.mail.ru «Guantanamera» (англ.)